# Setopagis
Setopagis är ett släkte med fåglar i familjen nattskärror som alla förekommer i Sydamerika. Tidigare placerades de i det stora släktet Caprimulgus, men DNA-studier visar att de är närmare släkt med nattskärrorna i bland annat Hydropsalis och Nyctidromus. Släktet Setopagis består i dagsläget av fyra arter:
- Colombianattskärra (S. heterura) – tidigare betraktad som underart till parvula
- Mindre nattskärra (S. parvula)
- Roraimanattskärra (S. whitelyi)
- Cayennenattskärra (S. maculosa)

Roraimanattskärra (Tepuiornis whitelyi) placerades tidigare här, men denna har lyfts ut till ett eget släkte.